# Bruguiera decandra
Bruguiera decandra är en tvåhjärtbladig växtart som beskrevs av William Griffiths. Bruguiera decandra ingår i släktet Bruguiera, och familjen Rhizophoraceae. Inga underarter finns listade i Catalogue of Life.